# Тюмен, Феликс
Феликс Карл Альберт Эрнст Йоахим, барон фон Тюмен-Грефендорф (нем. Felix Karl Albert Ernst Joachim baron von Thümen-Gräfendorf; 1839—1892) — немецкий миколог и фитопатолог.

## Биография
Феликс фон Тюмен родился 6 февраля 1839 года в немецком городе Дрезден. В возрасте 19 лет Тюмен стал служить в прусской армии, но после падения с лошади ушёл в отставку. Некоторое время занимался сельским хозяйством, однако вскоре, находясь под влиянием Людвига Райхенбаха, решил посвятить свою жизнь микологии и фитопатологии. В 1876 году он стал работать ассистентом химии и физиологии на виноградарской станции в Клостернойбурге, неподалёку от Вены. Затем он некоторое время жил в Вене, Берлине и Гориции. Феликс Тюмен скончался 13 октября 1892 года в городе Теплитц-Шонау (ныне Теплице) после продолжительной болезни сердца.
Феликс Тюмен был членом Прусской Королевской академии наук. Он издал множество научных работ, в которых описывались грибы Евразии, Африки и Северной Америки.

## Организмы, названные в честь Ф. Тюмена
- Thuemenella Penz. & Sacc., 1897
- Thuemenia Rehm, 1878 [syn.  Botryosphaeria Ces. & De Not., 1863]
- Thuemenidium Kuntze, 1891
- Asteroma thuemenii Sacc., 1884, nom. nov.
- Blastophoma thuemeniana Kleb., 1933
- Capnodium thuemenii Sacc., 1882, nom. nov.
- Cladobotryum thuemenii Sacc., 1878
- Diachorella thuemenii Nag Raj, 1993, nom. nov.
- Erysiphe thuemenii U.Braun, 1983, nom. nov.
- Fusarium thuemenii Sacc., 1886, nom. nov.
- Gloeosporium thuemenii Sacc., 1884, nom. nov.
- Leptosphaeria thuemeniana Niessl, 1880
- Lophiostoma thuemenianum Speg., 1879
- Meliola thuemeniana F.Stevens, 1928
- Morthiera thuemenii Cooke, 1877
- Pestalotia thuemenii Speg., 1878 [syn.  Zetiasplozna thuemenii (Speg.) Nag Raj, 1993]
- Peziza thuemenii P.Karst., 1869
- Phoma thuemenii Pass., 1890
- Phyllosticta thuemenii Tassi, 1902, nom. nov.
- Pleospora thuemeniana Sacc., 1880
- Puccinia thuemeniana W.Voss, 1877
- Puccinia thuemenii McAlpine, 1906, nom. nov.
- Septoria thuemeniana Pass., 1879, nom. nov.
- Septoria thuemenii Sacc., 1884, nom. nov.
- Sporotrichum thuemenii Sacc., 1886, nom. nov.
- Uredo thuemenii Bagyan. & Ramachar, 1984
- Uromyces thuemeniana W.Voss, 1877
- Ustilago thuemenii A.A.Fisch.Waldh., 1878 [syn.  Farysia thuemenii (A.A.Fisch.Waldh.) Nannf., 1959]